# Hans von Eckardt

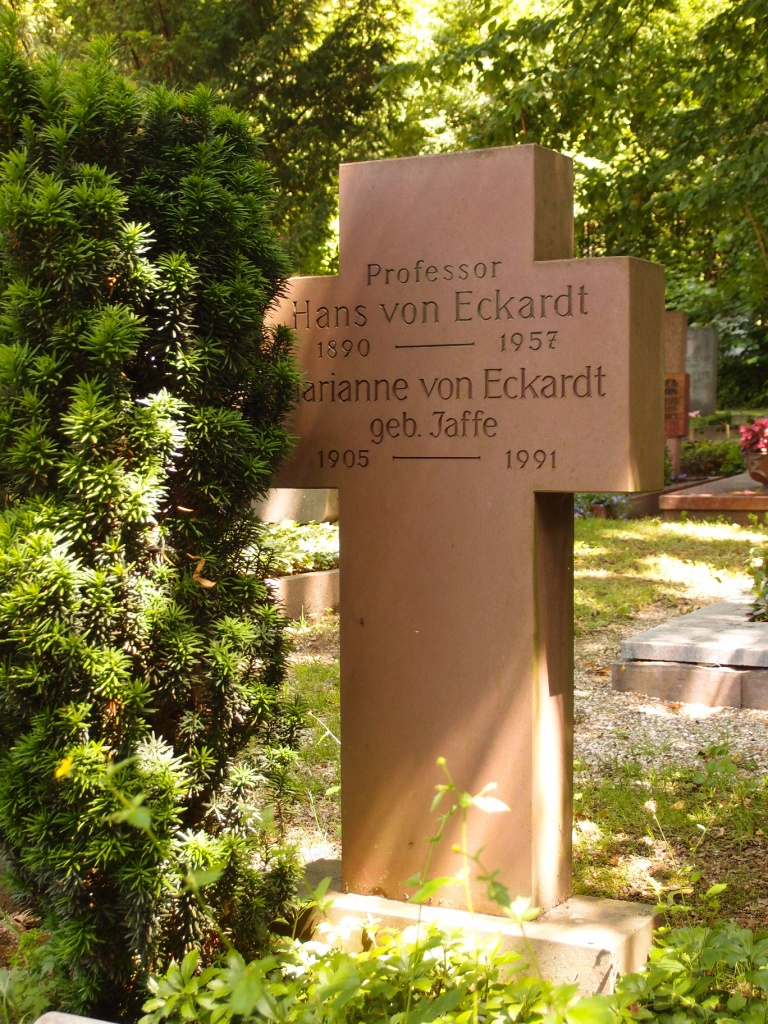
Grab von Hans von Eckardt auf dem Friedhof in Heidelberg-Handschuhsheim

Hans Felix von Eckardt (* 22. Dezember 1890 in Riga, Russisches Kaiserreich; † 24. Dezember 1957 in Heidelberg) war ein deutscher Soziologe, Politik- und Medienwissenschaftler, deutschbaltischer Herkunft.

## Werdegang
Hans von Eckardt  war der Sohn des Oberlehrers und  Publizisten Johannes Eckardt (1850–1936). Er studierte Soziologie und Jura in Moskau, Berlin und schloss sein Studium an der Universität Heidelberg 1919 mit der Promotion zum Dr. phil. ab. 1915 hatte die deutsche Staatsbürgerschaft erhalten und sich als Kriegsfreiwilliger gemeldet. Er arbeitete von 1920 bis 1926 als Osteuropa-Referent am Weltwirtschaftsarchiv in Hamburg und als Redakteur des Hamburgischen Wirtschaftsdienstes und habilitierte sich 1925 an der Universität Hamburg für Nationalökonomie. 1926 wurde er zum nichtbeamteten außerordentlichen Professor für Publizistik an der Universität Heidelberg ernannt, ebenfalls seit 1926 leitete er in Heidelberg das Institut für Zeitungswesen. Am 11. April 1933 wurde er aufgrund des Berufsbeamtengesetzes (§ 4) der Hitlerregierung als Institutsleiter entlassen; am 20. Februar 1934 wurde ihm aus politischen Gründen (nach Konflikten mit nationalsozialistischen Studierenden) auch die Lehrbefugnis entzogen. Eckardt zog daraufhin nach Berlin, wo er von 1934 bis 1942 als kaufmännischer Angestellter tätig war. 1946 kehrte er als planmäßiger außerordentlicher Professor für Soziologie und Leiter des Instituts für Publizistik an die Universität Heidelberg zurück.
Hans von Eckardt war Neffe von Julius von Eckardt. Er war in erster Ehe mit Gertrud Dannheißer (1895–1987) verheiratet, sie hatten zwei Kinder, die 1936 mit der Mutter in die USA emigrierten, der Sohn Wolf von Eckardt wurde dort Architekturkritiker. In zweiter Ehe heiratete er 1931 Marianne Jaffé.

## Werk
Anfangs bemühte sich Eckardt um eine theoretische Grundlegung der Politikwissenschaft, in deren Zentrum er nicht die Ideengeschichte sah, sondern die jeweilige Art der Durchsetzung des Machtwillens. Aus dieser Beschäftigung resultierte seine Lehre des politischen Verhaltens, in der die Gestalt des politischen Führers eine bedeutsame Rolle spielte. Die Presse habe dabei die Aufgabe, politische Willensbildung und Entscheidungen vorzubereiten. Dies würde wegen des reinen Nachrichten- und Sensationscharakters der bürgerlichen Zeitungen jedoch nicht mehr erfüllt.
In seiner soziologischen Zeitdiagnose sah Eckardt 1930  – ausgehend von Russland und den USA – eine wachsende Bedeutung kollektiver Lebensformen bei gleichzeitigem Bedeutungsverlust des Führer-Ideals.
Seit seinem Studium war Eckardt von der Kultursoziologie Alfred Webers beeinflusst.

## Werke (Auswahl)
- Der politische Führer, seine Gestalt und seine Form in der Geschichte (1919 – Dissertationsschrift).
- Friedrich von Gentz. Staatsschriften und Briefe. 2 Bände. Hrsg. von Hans von Eckardt. Drei Masken Verlag, München 1921. Inhaltsverzeichnis Erster Band; Zweiter Band Archive.org
- Die Sozialpolitik in der Union der Sozialistischen Sowjetrepubliken. H. Sack Verlag, Berlin 1925. (Habilitationsschrift).
- Grundriß der Politik. Ferdinand Hirt, Breslau 1927. (in spanischer Übersetzung 1932)
- Die Depossedierung des Führers und die politische Praxis des Kollektivs (1930 – Alfred Weber gewidmet).
- Rußland. Mit 16 Karten, 233 Abbildungen und Diagrammen. Bibliographisches Institut, Leipzig 1930. (=Provinzen der Weltwirtschaft und Weltpolitik) (in englischer Übersetzung 1932).
- Presse und öffentliche Meinung. In: Verhandlungen des Siebenten Deutschen Soziologentages vom 28. September bis 1. September 1930 in Berlin. Vorträge und Diskussionen in der Hauptversammlung und in den Sitzungen der Untergruppen. Mohr, Tübingen 1931, S. 31–50. Inhaltsverzeichnis.
- Iwan der Schreckliche. Klostermann, Frankfurt am Main 1941. (2. verb. Aufl. 1947)
- Russisches Christentum. Piper, München 1947.
- Freiheit und Würde des Menschen. Stimmen aus drei Jahrtausenden.  Piper, München 1947.
- Prinzipien in der Politik, in: Synopsis, Festgabe für Alfred Weber. Heidelberg 1948, S. 55–85.
- Politisches Lesebuch. Schriften und Dokumente aus Geschichte und Politik. Günther, Stuttgart 1948.
- Die Macht der Frau. Einfälle und Behauptungen, kultursoziologische Skizzen. Schuler, Stuttgart 1949.